# 무라타 료타
무라타 료타(일본어: 村田 諒太, 1986년 1월 12일~)는 일본의 권투 선수로 2012년 하계 올림픽에 남자 미들급에서 금메달을 획득했다.

## 같이 보기
- 올림픽 복싱 메달리스트 목록